# Федів Ігор
І́гор Фе́дів  (*8 вересня 1895, Коломия— †12 грудня 1962, Монреаль, Канада) — український громадський діяч, географ, педагог, видавець, родом з Коломиї.

## Життєпис

### Дитинство і ранні роки

Учительський відділ товариства «Сокіл-Батько» у Львові, весна 1913. Зліва направо: Іван Боберський, Степан Гайдучок, Тарас Франко, Омелян Гузар, Петро Франко, Іван Ігнат, Олександр Довбенко, Ігор Федів.

Народився в сім'ї вчителя гімназії, проводив дитинство в містах, у яких учителював його батько: в Станиславові й Перемишлі. У 1902 р. переїжджає з батьками до Львова, де від березня 1902 до червня 1905 р. вчиться в народній школі, у 1906 р. здає екзамен до філії Академічної Гімназії, директором якої тоді був І. Громницький. Будучи гімназійним учнем, від 1909 р. залюбки займається фізкультурою — бере активну часть у сокільському, спортивному і пластовому (був щойно в початках) рухах.
Здає з відзначенням матуру в червні 1914 р.; того ж року бере участь у Першому Сокільсько-Січовому здвизі як один із молодих організаторів і провідників.

### Вояк УСС (1914—1919)
Після вибуху Першої світової війни 1914 р. зголошується до Українських Січових Стрільців (УСС). Вишколений в Кадрі й Боднарові та приділений до сотні Осипа Яримовича, спершу бере участь у першому бою під Семиківцями. Пізніше, під Лисонею, де полк УСС зазнав великих втрат вбитими й пораненими, Ігор Федів рятується з полковою командою і відходить з нею до Кадри в Пісочній, а навесні — знову на фронт. Потрапляє 1 липня 1917 р. під Куропатниками в полон майже з цілим полком УСС — і перед вивозом полонених офіцерів УСС на Сибір втікає з вагона і дістається до Києва, де застає чимало раніше полонених УСС-ів.

### У цивільному житті

#### Київський період
У Києві під прибраним прізвищем, Чорноморський Петро, працює спершу у видавництві «Вернигора», а згодом — як лектор географії України в Старшинській Школі Української Національної Ради (УНР). У січні 1918 виїжджає як стенограф з делеґацією УНР на мирові переговори з Центральними Державами в Бересті, а повернувшись у Київ, переховується до звільнення міста від більшовиків німцями і військами УНР. Пізніше в Києві застає його гетьманський переворот, а згодом повстання проти гетьмана.
Ігор Федів, призначений урядом Директорії стенографом до дипломатичної місії УНР на Мирову Конференцію, виїжджає з Києва до Парижа. Оскільки місію не допускають у Париж, і не маючи змоги повернутися в Україну, — затримується у Відні, записується до Віденського університету і включається в студентське й громадське життя.

#### Віденський період
У Відні як голова Студентського товариства «Січ» долучається до заснування товариства прихильників освіти та «Українського Вільного Університету». Згодом бере участь у Міжнародному Студентському Конґресі в Празі, на якому засновано організацію La Confédération Internationale des Étudiants (CIF), до якої, незважаючи на сильний спротив і перешкоди з боку поляків і росіян, усе-таки прийнято представництво українського студентства в надзвичайні члени. Оскільки це викликало потребу об'єднати роздрібнені студентські організації в один центральний союз, то проведено приспішені зусилля над зорганізуванням Всеукраїнського Студентського З'їзду, скликаного в Празі влітку 1922 р.
Конґрес, президентом якого був Ігор Федів, зі своїм дійсно соборницьким і всепартійним характером тривав один місяць — і завершився заснуванням Центрального Союзу Українського Студентства (ЦЕСУС): президентом обрано представника крайового студентства, Гана. Одначе перша спроба компромісового об'єднання українського студентства всіх напрямків не дала бажаних наслідків і виявилася нежиттєздатною. Саме тому внедовзі скликано Перший Надзвичайний З'їзд ЦЕСУС-у в Данціґу, на якому поширено діяльність цієї організації також на економічну ділянку: президентом переорганізованого ЦЕСУС-у обрано Ігоря Федіва, якому вдалося оживити діяльність Союзу і підняти його до належних висот.
У 1929 р. Ігор Федів здобуває ступінь доктора філософії з відзначенням (у географії та історії) на Карловім університеті в Празі; згодом на Празькій Політехніці — додатковий ступінь у землемірному відділі. Ще до цього одружується 26 червня 1928 р. в Празі з Наталією (з дому Трильовська), яка закінчила студії на філософічному факультеті й віддала докторську дисертацію з української літератури.

#### Львівський період
Після 11-річної відсутності Ігор Федів, навесні 1939 року, повертається до Львова, де працює в землемірському бюрі інж. Свірського, а згодом — як викладач економічної географії в українській Торговельній Школі (1930—1939).
Пізніше — на еміграції; студентський діяч у Відні (голова Товариства «Січ») і Празі, 1923 — 1924 — голова ЦЕСУС-у. З 1929 у Львові;
Був співредактором «Української Загальної Енциклопедії», член дирекції Українського Видавничого Інституту у Львові (1940 — 1945), Українського видавництва Краків-Львів.

### В еміграції
На еміграції в Німеччині, Тунісі й (з 1951) в Монреалі. 
Друкував статті на географічні теми, зокрема про Чорне море, співавтор повісті «Син України».